# De vaandels van de vrede
De vaandels van de vrede is een compositie van Mieczysław Weinberg. 
De ontstaansgeschiedenis van dit werk is enigszins vreemd. Weinberg was geen lid van de Communistische Partij en had daar met name onder het regime van Jozef Stalin last van. De autoriteiten hadden het al niet zo begrepen op componisten die geen lid waren van de officiële partij, maar moesten ook niets hebben van Joden. Toch kreeg Weinberg het verzoek een werk te schrijven van de opening van het 27e Congres van de communistische partij van de Sovjet-Unie. Hij kwam toen met De vaandels van de vrede of De vaandels van het land. Het resultaat van de opdracht is ook tweeledig. Weinberg was er vrijwel zeker van dat het werk werd gespeeld en uitgegeven. Daartegenover staat dan dat dit soort gelegenheidsmuziek na die gelegenheid al snel in de vergetelheid raakt, hetgeen ook gebeurde. 
Het is een eendelig werk in sonatevorm voor een orkest bestaande uit:
- 3 dwarsfluiten, 3 hobo’s, 4 klarinetten, 3 fagotten, 3 saxofoons
- 6 hoorn, 3 trompetten, 3 trombones, geen tuba
- pauken, 3 man/vrouw percussie, harp, celesta, piano
- violen, altviolen, celli, contrabassen